# Rhus glabra
Rhus glabra är en sumakväxtart som beskrevs av Carl von Linné. Rhus glabra ingår i släktet sumaker, och familjen sumakväxter. Inga underarter finns listade i Catalogue of Life.